# Sinchis

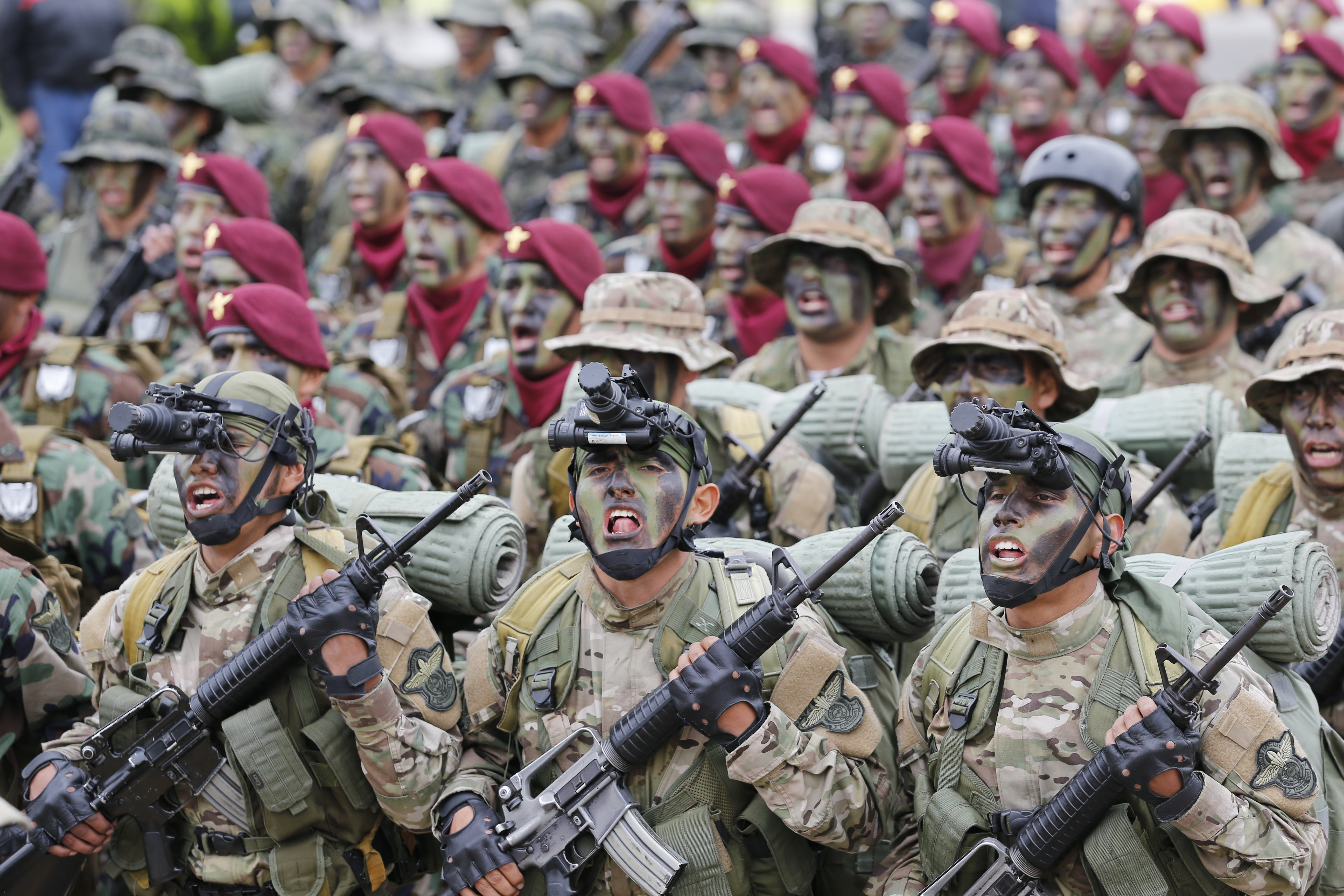
Sinchis am Tag der Polizei

Die Sinchis, nach ihrem Trainingsort auch Sinchis de Mazamari genannt, sind eine Fallschirmjägereinheit der Peruanischen Nationalpolizei (PNP), die auf den Kampf gegen den Terrorismus und den Drogenhandel spezialisiert ist. Sie waren Teil der Guardia Civil (GC) von ihrer Gründung 1965 bis zur Eingliederung der GC in die PNP 1988. In ihrem Kampf gegen Sendero Luminoso während des Bewaffneten Konflikts in Peru in den 1980er und 1990er Jahren spielten die Sinchis eine wichtige Rolle, wobei sie laut der Kommission für Wahrheit und Versöhnung besonders viele Verbrechen gegen die Quechua-Bevölkerung der Regionen Ayacucho, Apurimac und Huancavelica begingen.

## Geschichte

### Gründung durch die erste Regierung Belaunde
In den 1960er Jahren war in der Provinz Satipo (Region Junín) eine linke Guerillabewegung aktiv, die von Luis de la Puente Uceda geleitet wurde. Um diese zu bekämpfen, wurde 1965 unter der ersten Regierung von Fernando Belaúnde Terry das Antiterror-Bataillon Los Sinchis gegründet, in Gänze finanziert von der Regierung der Vereinigten Staaten. Hierzu wurde in Mazamari im Amazonasgebiet der Provinz Satipo ein Trainingszentrum eingerichtet, in dem die Sinchis von den Green Berets, Spezialkräften der Armee der Vereinigten Staaten, als Fallschirmjäger und im Kampf mit dem Hubschrauber trainiert wurden. Es waren allerdings die Peruanischen Streitkräfte, von denen die Guerilla zerschlagen wurde. So waren die US-finanzierten Sinchis in Lima nicht willkommen und durften nicht durch die Straßen der Hauptstadt marschieren.

### Juan Velasco Alvarado und die Rebellion von Huanta
Nach dem Militärputsch von Juan Velasco Alvarado stellten die Vereinigten Staaten ihre Militärhilfe für die Sinchis gänzlich ein, so dass sie lange Zeit auch keine neue Ausrüstung erhielten. 1969 setzte die Militärregierung jedoch die Sinchis gegen demonstrierende Schüler und Studenten in Huanta in der Region Ayacucho ein, die gegen die Einführung von Gebühren protestierten, die jeder Schüler bei mindestens einer nicht bestandenen Prüfung zahlen sollte. Bei der s.g. Rebellion von Huanta eröffneten die Sinchis und andere Polizeieinheiten das Feuer auf die Demonstranten, von denen mindestens zwanzig starben. Dennoch zog die Regierung Velasco ihr Dekret zurück.

### Vorfall in San Juan de Ondores
Am 5. September 1979 besetzten Bauern der Ortschaft San Juan de Ondores (Distrikt Ondores, Provinz Junín, Region Junín) die Ländereien von Atocsaico, die 1926 von der Cerro de Pasco Copper Corporation erworben worden waren und in der Agrarreform 1969 nicht an die Bauern zurückgegeben, sondern an die staatliche Genossenschaft Sociedad Agrícola de Interés Social (SAIS) Túpac Amaru übertragen worden waren, obwohl 1963 ein Gericht entschieden hatte, dass der vorherige Verkauf von Atocsaico an die Copper Corporation null und nichtig war. Die Bauern forderten die Rückübertragung der Ländereien. Am 18. Dezember 1979 schickte die Regierung von Francisco Morales Bermúdez 300 Sinchis, welche die Bauern dazu zwangen, das Staatsland zu verlassen. Diese antworteten jedoch mit Steinwürfen. Die Sinchis eröffneten das Feuer, so dass zwei Bauern starben und 15 verletzt wurden. Es gab 44 Festnahmen.

### Einsatz gegen Sendero Luminoso durch die zweite Regierung Belaunde
Nachdem die maoistische Untergrundbewegung Sendero Luminoso eine Polizeistation in Tambo in der Provinz La Mar in Ayacucho überfallen hatte, erklärte Präsident Fernando Belaunde Terry am 12. Oktober 1981 den Ausnahmezustand in der Region Ayacucho und sandte 193 Polizisten, darunter 40 Sinchis, nach Ayacucho. Die Sinchis waren in der Stadt Huamanga stationiert. Obwohl es nie mehr als 120 waren, erreichten sie mit ihren Hubschraubern schnell auch die kleinsten Ortschaften der Region, wobei in einer Maschine nie mehr als neun Mann waren.
So gut wie alle Sinchis stammten von der Küste, sprachen nicht die Sprache der bäuerlichen Bevölkerung von Ayacucho, das Chanka-Quechua, und kannten nichts von deren Kultur. Sendero Luminoso trat ohne Uniformen auf, und schnell verdächtigten die Sinchis sämtliche Bauern eines Ortes des Terrorismus. So war das Verhältnis der Sinchis zur Quechua-Bevölkerung von gegenseitigem Misstrauen geprägt, das sich nach den ersten Grausamkeiten gegen die Bauern weiter verschärfte. Nach Feststellung der Kommission für Wahrheit und Versöhnung begingen die Sinchis besonders viele schwere Verletzungen der Menschenrechte.

### Massaker von Chalcos
Im September 1982 kamen Sinchis mit zwei Hubschraubern nach Chalcos in der Provinz Sucre, stellten sich als Beschützer vor den Terroristen von Sendero Luminoso dar und organisierten gemeinsame sportliche Aktivitäten. Nach zwei Wochen betranken sich die Sinchis, nahmen die Lehrer des Ortes fest und erschossen sie, da sie Terroristen seien.

### Massaker von Uchuraccay
Im Januar 1983 kamen Sinchis in die Ortschaft Uchuraccay, die sich gegen das Eindringen von Kämpfern des Sendero Luminoso wehrte, der ihren Dorfvorsteher ermordet hatte. Die Sinchis schärften den Bewohnern ein, sie sollten alle Fremden töten, die zu Fuß ins Dorf kämen, denn die Sinchis kämen immer aus der Luft. Wenige Tage später, am 26. Januar 1983, ermordeten Dorfbewohner acht Journalisten und zwei weitere Personen, die für eine Reportage über den bewaffneten Konflikt ins Dorf gekommen waren. In den folgenden Monaten wurde das Dorf von Sendero Luminoso ausgelöscht; Überlebende flohen ins Urwaldgebiet.

### Massaker von Socos und dessen juristische Aufarbeitung
Zu den Grausamkeiten mit dem größten Medienecho gehörte das Massaker von Socos (auch Soccos; auf Quechua Suqus oder Soqos), einem Dorf in der Provinz Huamanga, wo am 13. November 1983 eine Einheit von Sinchis 32 Männer, Frauen und Kinder ermordete.
Am 8. Februar 1984 wurde der Strafprozess vor dem Ersten Gericht in Huamanga eröffnet, und am 15. Juli 1986 wurden elf angeklagte Polizisten, davon sechs Sinchis, wegen Mord an 32 Einwohnern von Socos und versuchten Mordes verurteilt, während 15 Angeklagte freigesprochen wurden. Die Strafmaße betrugen zwischen nicht weniger als 25 Jahren und 10 Jahren Haft, doch bereits am 1. Dezember 1988 verließ der erste der verurteilten Polizisten und am 17. Juni 1991 der letzte von ihnen das Gefängnis auf Bewährung. Der Oberleutnant der Guardia Civil Luis Alberto Dávila Reátegui, als Hauptverantwortlicher zu nicht weniger als 25 Jahren verurteilt, wurde am 5. April 1991 freigelassen.

### Einsatz im Tal des Ene
1989 begann Sendero Luminoso mit Operationen im Tal des Río Ene in der Provinz Satipo in der Region Junín, wo überwiegend Asháninkas lebten. Die US-amerikanische Drogenvollzugsbehörde DEA und die Green Berets setzten sich in der Mission von Cutivireni im Distrikt Río Tambo der Provinz Satipo fest, wo etwa 700 Asháninkas mit Franziskaner-Missionaren lebten, und nutzten den Ort als Basis für die Bekämpfung von Terroristen und Drogenhändlern. Während einige Ashaninkas die Mission verlassen und sich Sendero Luminoso angeschlossen hatten, widersetzten sich die übrigen in der Mission den massiven Angriffen desselben. Ab September 1991 ließen sich 169 Ashaninkas unter Leitung des Paters Mariano Gagnon per Luftbrücke in die Machiguenga-Ortschaft Kirigueti im Urubamba-Tal bringen, wo einige noch heute leben. Andererseits kamen Ashaninka aus anderen Orten auf der Flucht vor den Maoisten in die Militärbasis in Cutivireni, die schließlich 2000 Ashaninka-Einwohner hatte. Von diesen kämpfte eine größere Zahl gemeinsam mit den Sinchis gegen die Maoisten und vertrieb sie aus mehreren Orten. Viele Ashaninkas auf beiden Seiten fielen in Kampf.

## Das Wort sinchi im Quechua
Das Wort sinchi ist in allen Quechua-Sprachen sehr häufig und bedeutet “hart, zäh, widerstandsfähig, stark, tapfer”. Im Chanka-Quechua ist seine Hauptbedeutung „zahlreich“ oder auch „viel“. Es wird ebenso auf Personen als auch auf Dinge oder Zustände angewandt, weshalb es auch „ungemein, gewaltig, enorm, groß“ bedeuten kann. So bedeutet beispielsweise der Satz Wamanga llaqtaypi sinchi sinchi llaki (im Lied Ofrenda von Carlos Falconí Aramburú): „in meinem Ort Huamanga gibt es enormes Leid“. Es kann auch die Bedeutung „Krieger“ oder „Soldat“ haben, insbesondere im Zusammenhang der Inkas. Im Plural heißt es sinchikuna.

## Folklore
Auf Grund der begangenen Grausamkeiten im bewaffneten Konflikt wurden die hochgewachsenen, weißen, Nordamerikanern ähnelnden, uniformierten, getarnten Sinchis für die Quechua-Bauern zu einer Besatzungsmacht und grausamen Mördern ohne Mitgefühl.
Bereits kurz nach dem Blutbad von Huanta 1969 schrieb der Professor Ricardo Dolorier aus Ayacucho in seinem Lied Flor de Retama: Por Cinco Esquinas están, los Sinchis entrando están, van a matar estudiantes huantinos de corazón „An den Fünf Häuserecken [Straßenkreuzung in Huanta] sind sie, die Sinchis kommen, sie werden Studenten töten, die von Herzen Menschen aus Huanta sind“. Obwohl dieses Lied über zehn Jahre später auch von Sendero Luminoso gesungen wurde, ist es heute ein Teil der Folklore von Ayacucho.
Auch in quechuasprachigen Waynus dienen die Sinchis als Symbol der Gewalt: Chuqipukyu kinraytañas sinchikuna hamuchkan, Putuqunay llaqtatañas sinchikuna yaykuchkan. Hakuyá paniy ripusun ama balapi wañuspa, hakuyá wawqiy ripusun ama balapi wañuspa („An der Seite von Chuquipuquio kommen die Sinchis, ins Dorf Putucunay dringen die Sinchis ein. Lass uns laufen, Schwesterlein, damit wir nicht im Kugelhagel sterben! Lass uns laufen, Brüderlein, damit wir nicht im Kugelhagel sterben!“).

### Die Sinchis heute
- Nueva graduación de Sinchis. Andina del Perú para el Mundo, 5 de enero de 2015.
- Asociación de los Sinchis, sitio oficial

### Geschichte
- Informe Final de la Comisión de la Verdad y Reconciliación: Fuerzas policiales. Lima 2003.
- Informe Final de la Comisión de la Verdad y Reconciliación: 2.7. Las ejecuciones extrajudiciales en Socos (1983). Lima 2003.